# 석장
석장(錫杖)은 유행승려가 휴대하는 도구 (비구십팔물)의 하나인 지팡이. 범어로는 칵카라 (खक्खर khakkhara) 라고 하여, 유성장, 명장, 지장, 덕장, 금주석이라고도 한다.

## 구조
동이나 철 등으로 만들어진 머리 부분의 윤형에 유환이 6개 또는 12개 통해 있어, 소리가 나오는 구조가 되어 있다. 이 석석하는 소리에서 석장의 이름이 붙여졌다고도 말해진다.
불교의 계율을 정리한 책인 '사분율' '십송율' 등에 의하면, 이 소리에는 승려가 야마노 유행때, 금수나 독사의 해로부터 몸을 지키는 효과가 있어, 탁발 시에 문전에서 내방을 알리는 의미도 있다고 한다. 교의적으로는 번뇌를 제거해 지혜를 얻는 효과가 있다고 여겨진다.
석장의 길이는 통상 170 cm전후이지만, 법회, 의례의 장소에서 사용되는 범패 작법용의 모양이 짧은 것이 있다 (손석장).

## 소지품으로서
불상에서는 지장보살 등이 지물로서 가지는 일이 있다.

## 무기로서
일본의 무도 단체인 소림사 권법에서는 석장을 무기로도 이용해 석장전 (금강전)이라고 말한다.

## 경전
석장의 공덕을 말한 것에 구조 석장경이 있다.

## 같이 보기
- 선장 (무기)